# 戴上王冠
《戴上王冠》（英語：You Should See Me in a Crown，字面意思「你該看我戴上皇冠」，風格化為全小寫）是美國歌手怪奇比莉的歌曲，於2018年7月18日通過Darkroom和新視鏡唱片發行。
這首歌是比莉首張錄音室專輯《當我們睡了 怪事發生了》的第一支主打單曲。

## 背景
這首歌的標題靈感來自BBC電視連續劇新世紀福爾摩斯第二季的第三集萊辛巴赫墜落，其中反派人物吉姆·莫里亞蒂說著「親愛的，你應該看我戴上皇冠(...honey, you should see me in a crown)」 。 伊朗、荷蘭歌手Sevdaliza的歌曲《Human》也被認為是影響該曲目的因素之一。

## 音樂錄影帶

### 直立式錄影帶
該歌曲的直立式錄影帶於2018年8月發行，錄影帶中比莉演唱時被蜘蛛覆蓋。比莉引用了一個叫戴安娜（Diana）的女人作為錄像帶的靈感來源，說：「她向我展示瞭如何將蜘蛛放到嘴裡，然後我做到了。蜘蛛在我的臉上和頭髮上……我喜歡它」。

### 音樂錄影帶
在2019年3月，比莉發行了該曲目的官方音樂錄影帶，由村上隆執導並製作此動畫。

## 在流行文化中的應用
在德翁泰·懷爾德和泰森·福里的拳擊比賽的促銷廣告中使用了此歌曲。
此歌曲在FIFA 19中出現。
此歌曲在美國影集亢奮的第五集以及南方女王的第3季中都有出現。
它也出現在亞馬遜Prime劇集少女殺手的奇幻旅程的第一季的第六集中。

## 製作人員
資料取自串流媒體服務Tidal。
- 約翰‧格林漢姆 – 母帶
- 羅布‧肯奈爾斯 – 混音
- 怪奇比莉 – 聲樂、創作
- 菲尼亞斯·奧康奈爾 – 創作、製作

## 榜單表現
| Chart (2018–19)                       | Peak position |
| ------------------------------------- | ------------- |
| Australia (ARIA)                      | 16            |
| 比利时佛兰德（Ultratip榜外單曲榜）    | 19            |
| 加拿大（Canadian Hot 100）            | 27            |
| 加拿大（《告示牌》Canada Rock）       | 38            |
| 捷克（百強數位單曲榜）                | 21            |
| 79                                    |               |
| 匈牙利（四十強串流榜）                | 21            |
| Ireland (IRMA)                        | 68            |
| Italy (FIMI)                          | 92            |
| 荷兰（百强单曲榜）                    | 59            |
| New Zealand Hot Singles (RMNZ)        | 3             |
| 葡萄牙（葡萄牙唱片業協會单曲榜）      | 42            |
| 蘇格蘭（官方榜单公司單曲榜）          | 68            |
| 斯洛伐克（百強數位單曲榜）            | 14            |
| Spain (PROMUSICAE)                    | 85            |
| Sweden (Sverigetopplistan)            | 43            |
| 英國（官方榜单公司單曲榜）            | 60            |
| 美国（《告示牌》百大單曲榜）          | 41            |
| 美國（《告示牌》Alternative Airplay） | 7             |

## 外部連結
- YouTube上的音源